# Renat Abdulin
Renat Footowitsch Abdulin (russisch Ренат Фоотович Абдулин; * 14. April 1982) ist ein kasachischer ehemaliger Fußballspieler.

## Karriere
Renat Abdulin begann seine Karriere 1999 bei Kairat Almaty. 2002 wechselte er zu Wostok Öskemen. Nach zwei Spielzeiten kehrte der Verteidiger zu Kairat zurück, wo er bis 2008 unter Vertrag stand. 2009 wurde er vom Ligakonkurrenten Lokomotive Astana verpflichtet. Während der Saison 2010 wechselte er zum Ligarivalen Tobol Qostanai.

## Nationalmannschaft
Renat Abdulin wurde 30-mal in der Kasachischen Fußballnationalmannschaft eingesetzt und erzielte dabei zwei Tore.

## Erfolge
- Kasachischer Meister: 2004, 2010